# Senostoma setiventre
Senostoma setiventre là một loài ruồi trong họ Tachinidae.